# Kong Guoxian
Kong Guoxian (en chino simplificado, 孔国贤; pinyin, Kǒng Guóxián; Guangzhou, China; 6 de septiembre de 1965) es un exfutbolista de China que jugaba en la posición de guardameta.

## Carrera

### Club
| Periodo   | Club                 |
| --------- | -------------------- |
| 1985–1993 | Guangzhou FC         |
| 1994–1997 | Guangzhou Matsunichi |
| 1998–1999 | Guangzhou Apollo     |

### Selección nacional
Jugó para China en una ocasión en 1988, participó en los Juegos Olímpicos de Seúl 1988 y en la Copa Asiática 1988.